# Синельниково (Луганская область)
Синельниково (укр. Синельникове) — село, относится к Новопсковскому району Луганской области Украины.
Население по переписи 2001 года составляло 42 человека. Почтовый индекс — 92314. Телефонный код — 6463. Занимает площадь 1,28 км². Код КОАТУУ — 4423388205.

## Местный совет
92312, Луганська обл., Новопсковський р-н, с. Танюшівка, вул. Центральна, 10  (укр.)